# .357 SIG

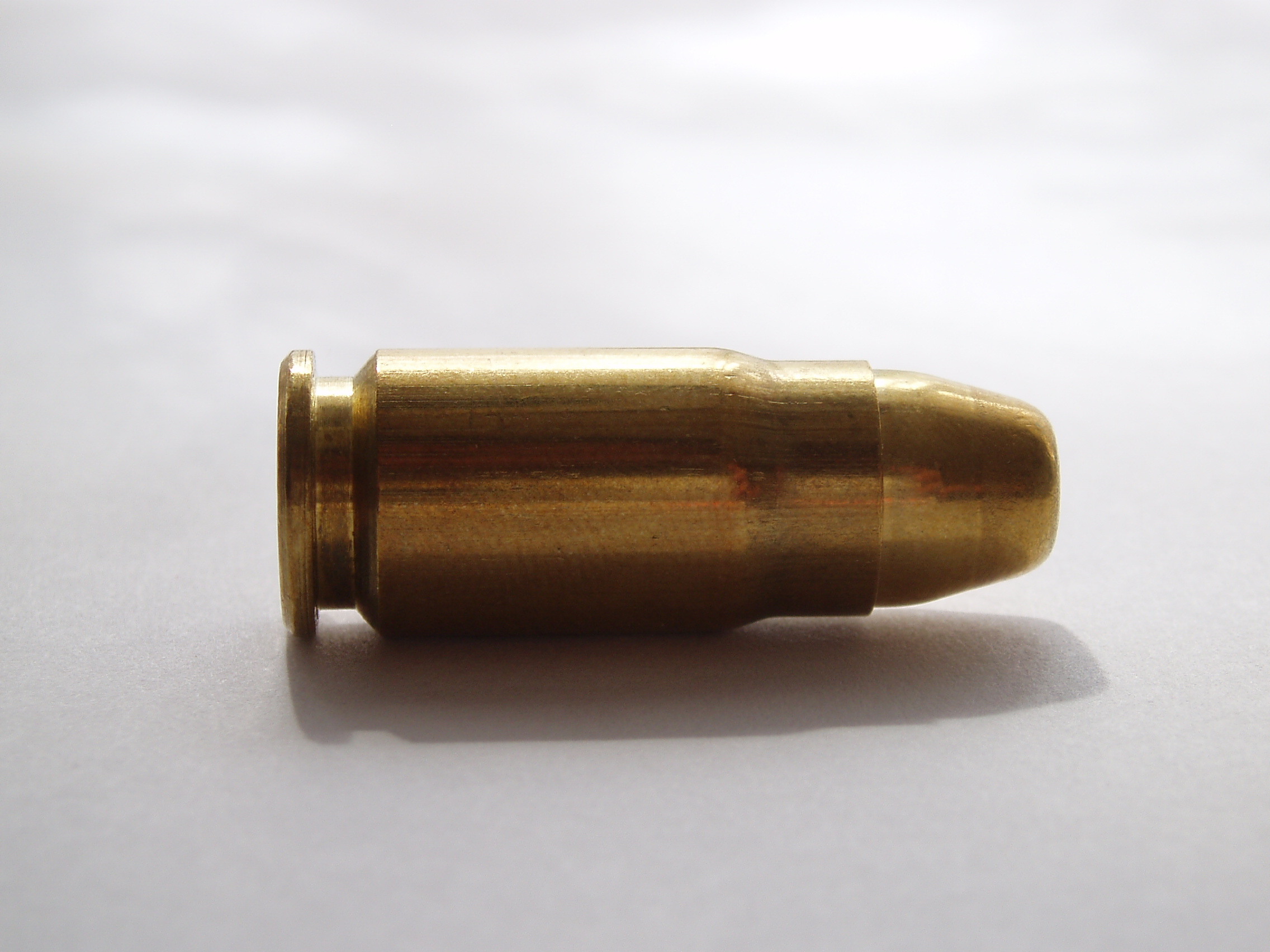
Um cartucho .357 SIG com bala FMJ, fabricado pela Sellier & Bellot.

O .357 SIG é um cartucho de fogo central para pistolas (designado como 357 Sig pela SAAMI e 357 SIG pela C.I.P. ou 9×22mm em notação métrica não oficial) é um produto do fabricante suíço-alemão de armas de fogo SIG Sauer, em cooperação com o fabricante de munições Federal Cartridge. O cartucho é usado por várias forças de segurança e tem uma boa reputação de precisão.
Devido ao seu custo de produção, .357 SIG como munição de treino é cerca de duas vezes mais caro que o 9 mm e cerca de 50% mais do que .40 S&W, devido a isso, .357 SIG nunca alcançou uma popularidade generalizada como .40 S&W.